# المهاجر بن خالد بن الوليد
المهاجر بن خالد بن الوليد المخزومي (5 ق هـ - 37 هـ/ 616م - 657م): من صغار الصحابة. من فرسان قريش الشعراء وشجعانهم، وكان من أصحاب علي بن أبي طالب وشهد معه يوم الجمل وفقئت عينه، وقتل في صفّين.

## النسب
المهاجر بن خالد بن الوليد بن المغيرة بن عبد الله بن عمرو بن مخزوم بن يقظة بن مرة بن كعب بن لؤي بن غالب بن فهر بن مالك بن قريش بن كنانة.

## مقالات ذات صلة
- سليمان بن خالد بن الوليد